# (39184) Willgrundy
2000 WG166 (asteroide 39184) é um asteroide da cintura principal. Possui uma excentricidade de 0.05998240 e uma inclinação de 4.29690º.
Este asteroide foi descoberto no dia 24 de novembro de 2000 por LONEOS em Anderson Mesa.